# Olof Jonson (arkitekt)

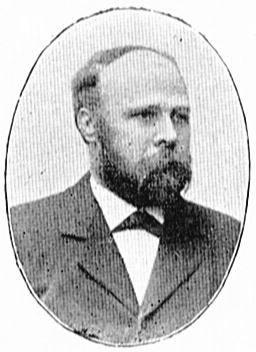
Olof Jonson

Olof Jonson, född 1 november 1849 i Arby socken, död 12 juli 1926 i Stockholm, var en svensk arkitekt och byggmästare.

## Biografi
Jonson om till Stockholm 1881 och studerade vid Byggnadsyrkesskolan vid Tekniska skolan 1881-82. Han var anställd hos byggmästaren Johan Ahlström som förman och ritare vid uppförandet av Arbetareföreningens hus på Malmskillnadsgatan 52 (1882-83). Han biträdde byggmästare S. Lindau vid upprättandet av ritningar och utförande av nybyggnadsarbeten 1883-85. Han var verkmästare under byggmästare Lundin & Almqvist för bygget vid Vasagatan 7-9 (1890-91). 1891 godkändes han själv som byggmästare av Byggnadsnämnden.
Jonsson hör till de mer produktiva arkitekterna i Stockholm under åren kring sekelskiftet 1900 och står bakom 40-talet byggnader i Stockholms innerstad. 
I produktionen finns framförallt hyreshus.
Han är begravd på Norra begravningsplatsen

## Verk i urval

Rigningssignatur 1905

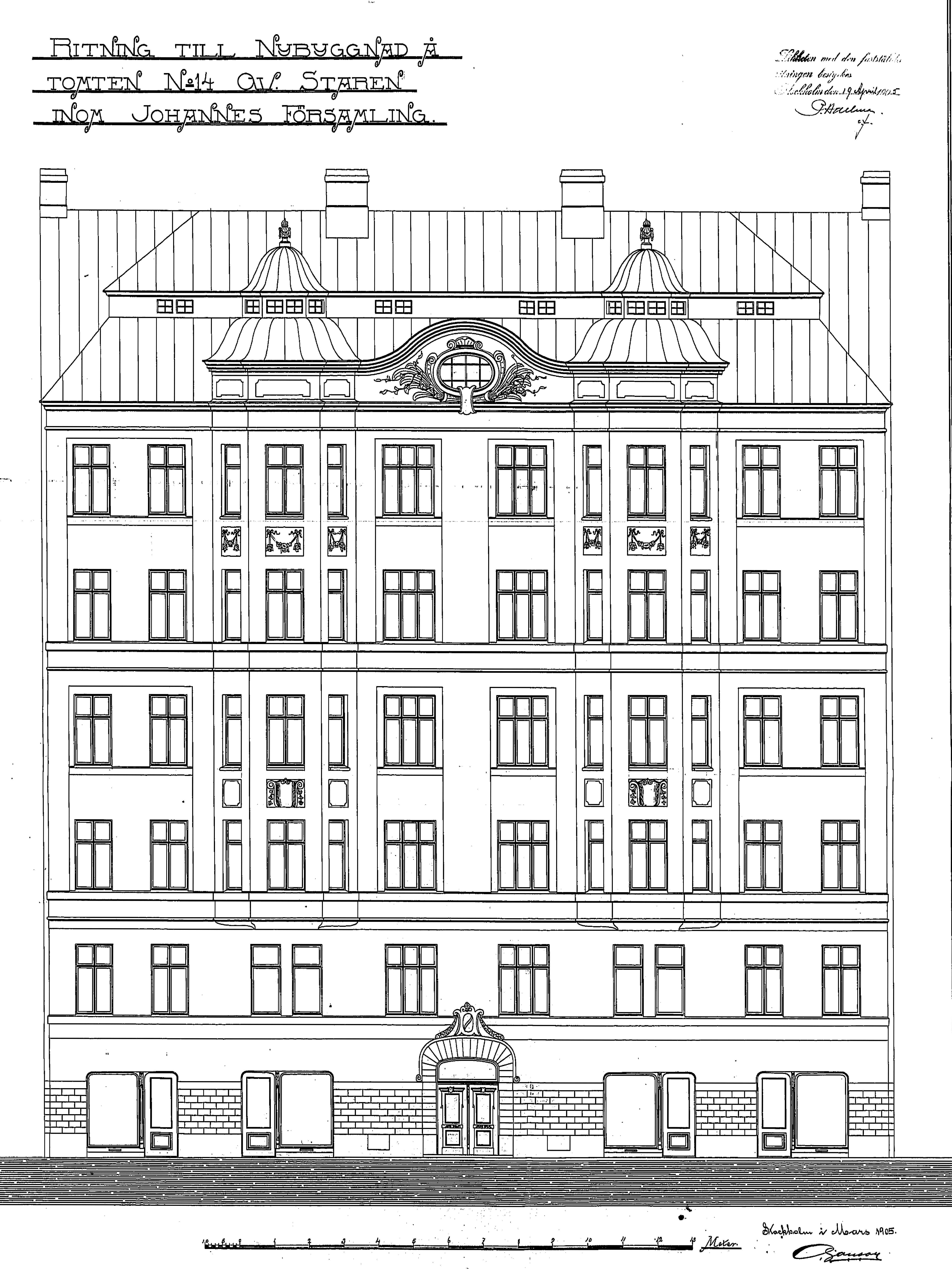
Fasadritning, Staren 14

- Surbrunn 10, Döbelnsgatan 48 (1884), rivet
- Adlern mindre 21, Vegagatan 14, rivet
- Blåklinten 10, Upplandsgatan 61 (1885)
- Blåklinten 12, Västmannagatan 60 (1885), rivet
- Morellträdet 13, Hantverkargatan 24 (1886)
- Stolmakaren 12 & 13, Döbelnsgatan 67 A & B (1888)
- Killingen 15, Surbrunnsgatan 40
- Åkermannen 42, Agnegatan 34 (1888)
- Vilan 9, Roslagsgatan 29, rivet
- Hästskon 6, Malmskillnadsgatan 36, rivet
- Rörstrand 5 & 6 , Wallingatan 12 & 14 (1891)
- Trasten 13, 11 & 10, Surbrunnsgatan 3-5, Valhallavägen 95
- Hus för Byggnads AB Manhem, Hornsgatan 108-116 (1896-97)
- Morkullan 21, Surbrunnsgatan 2 (1896-97)
- Vårdtornet 11, Fleminggatan 61 (1897-98)
- Hälsokällan 7, Tulegatan 31 (1898-99)
- Rosendal Större 22, Bellmansgatan 22 (1898-1900)
- Rosendal Större 23, Bellmansgatan 22 (1898-1900)
- Ynglingen 11, Karlavägen 58-60 (1899)
- Kamelian 16, Karlbergsvägen 33 (1900-02)
- Orion 8, Hagagatan 3 (1901-1902)
- Baggen 4, Roslagsgatan 23 (1902-03)
- Baggen 4, Roslagsgatan 25 (1902-03)
- Snöklockan 2, Karlbergsvägen 11 (1902-03)
- Snöklockan 3, Karlbergsvägen 9 (1902-03)
- Verdandi 4, Karlbergsvägen 50 (1902-03)
- Formen 4, Tomtebogatan 4 (1903-04)
- Släggan 12, Hornsgatan 158 (1903-04)
- Kikaren 13, Dalagatan 20 (1904-05)
- Valkyrian 6, Hälsingegatan 8 (1904-06)
- Modellen 1, Karlbergsvägen 55 (1904-05)
- Smältan 1, Karlbergsvägen 67 (1904-05)
- Smältan 5, Karlbergsvägen 59 (1904-05)
- Smältan 4, Karlbergsvägen 61 (1905-06)
- Volontären 14, Norrbackagatan 11 (1905-06)
- Staren 14, Birger Jarlsgatan 121 (1905-06)
- Staren 15, Birger Jarlsgatan 119 (1905-06)
- Ugnen 1, Norrbackagatan 40 (1905-06)
- Killingen 12, Döbelnsgatan 85 (1905-07)
- Kadetten 12, Karlbergsvägen 69 (1905-07)
- Sturen mindre, Östgötagatan 21 (1905-06)
- Mullvaden Första, Hornsgatan 46 (1905-06)
- Fatbursbrunnen 16, Maria Prästgårdsgata 15 A och 15 B (1906-07)
- Tumstocken 10, Blekingegatan 11 (1907-1909), rivet
- Tumstocken 9, Blekingegatan 13 (1907-1908), rivet
- Sleipner 11, Vanadisvägen 25 (1907-10)
- Mullvaden Andra, Hornsgatan 63 (1909-10)
- Droskhästen 6, Tjärhovsgatan 18 (1910)
- Kejsaren 27, Svartensgatan 12 (1914-15)

## Bilder av några verk

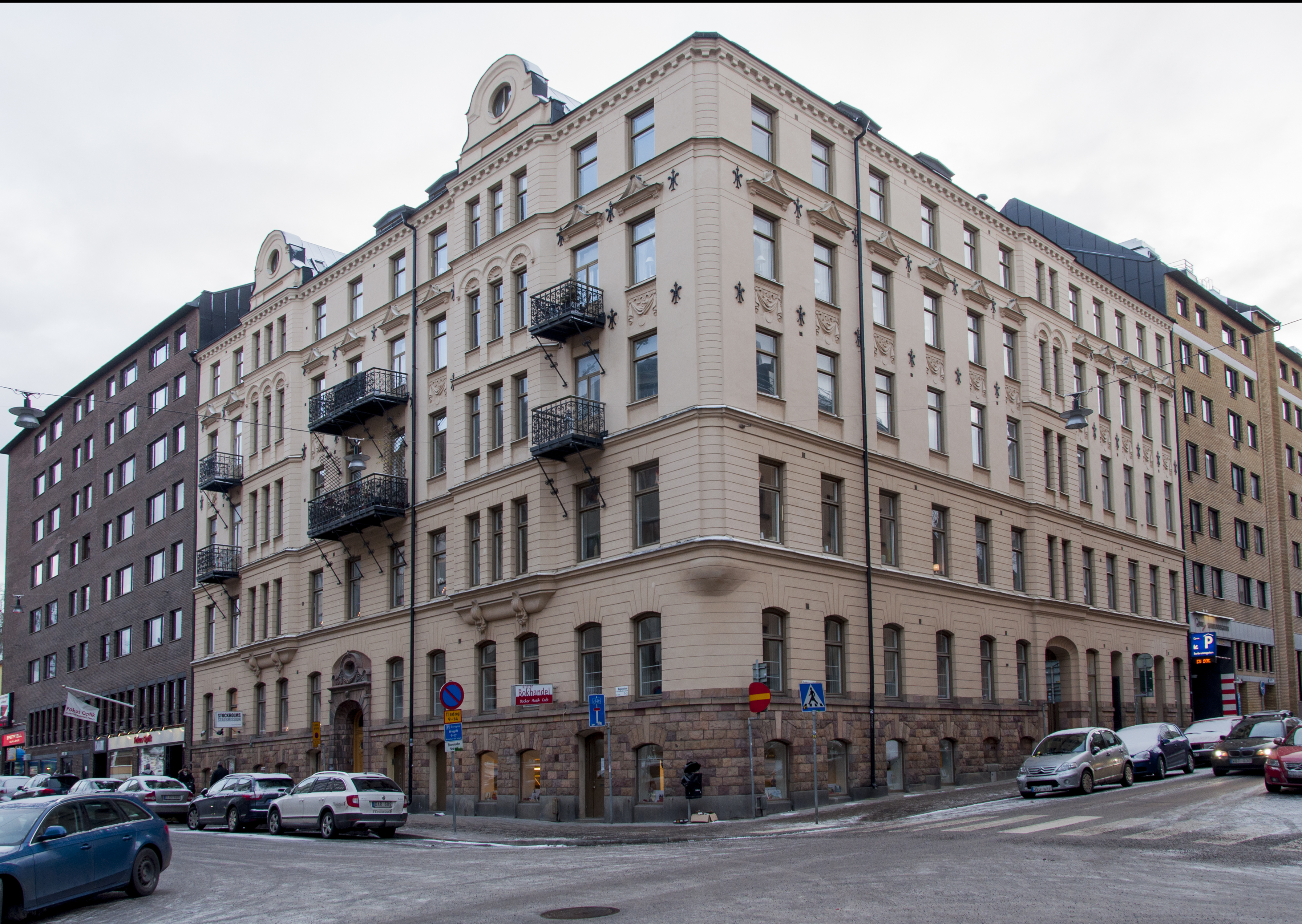
Orion 8 (1901-1902)
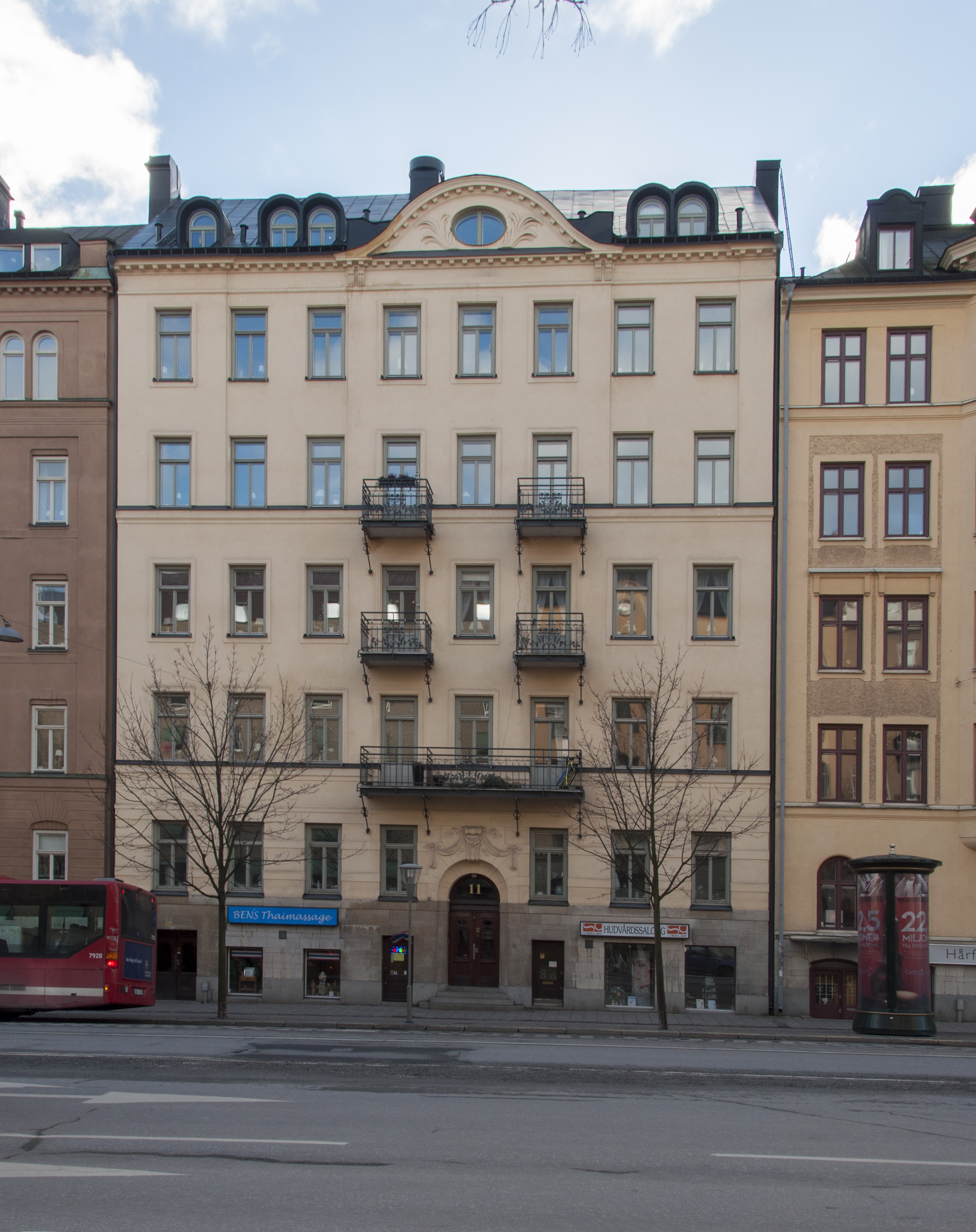
Snöklockan 2 (1902 - 1903)
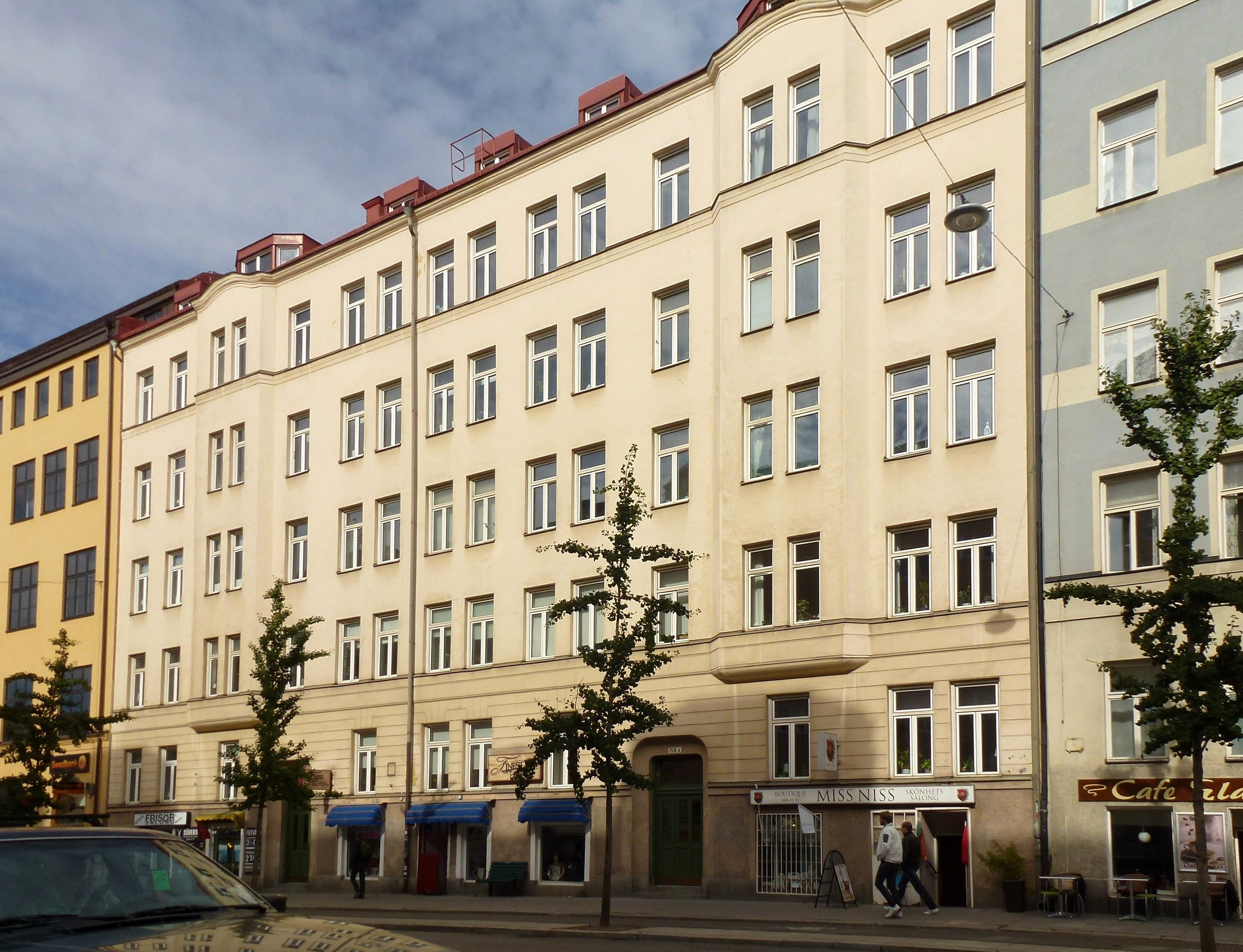
Släggan 12 (1903-1904)
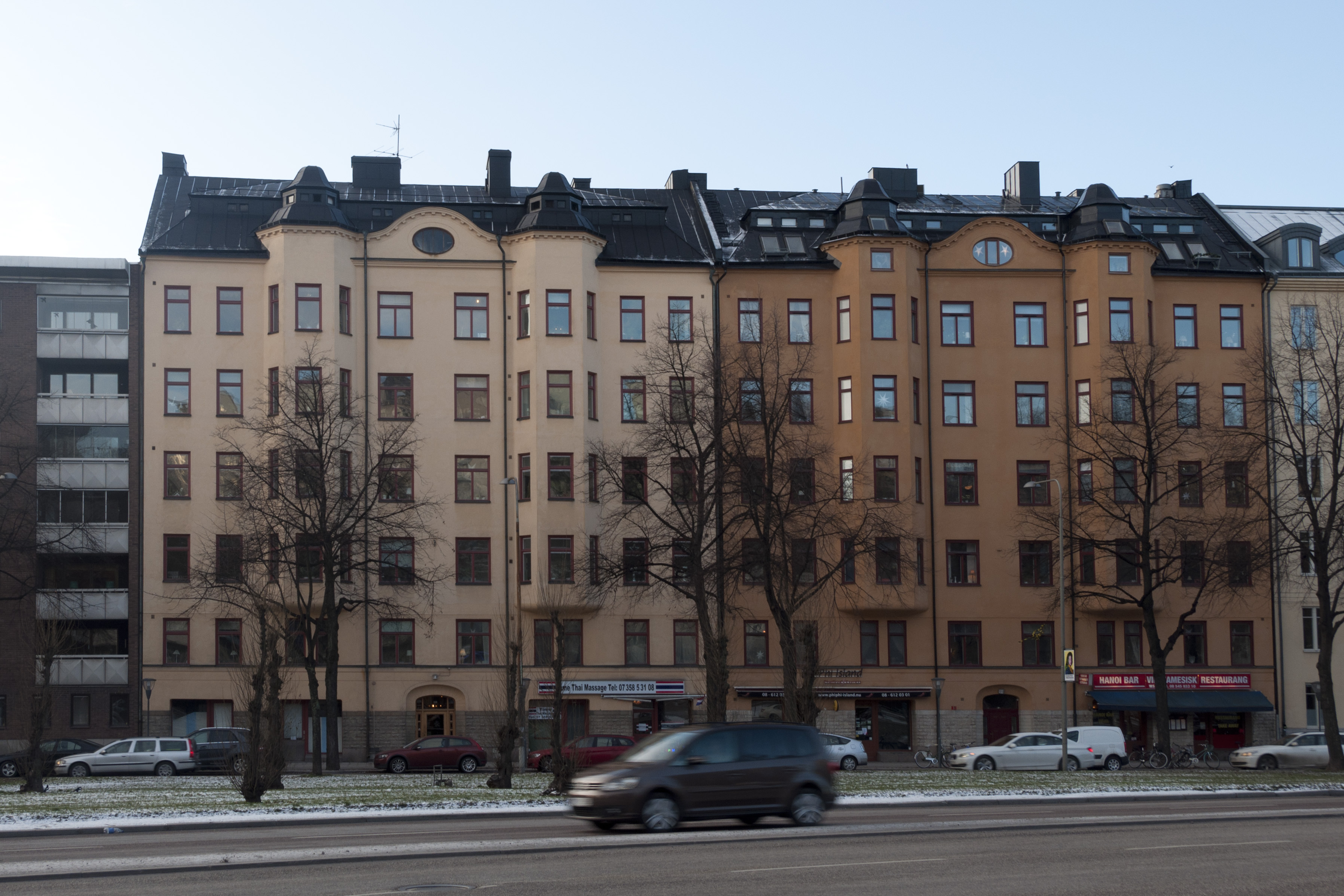
Staren 14 & 15 (1905-1906)
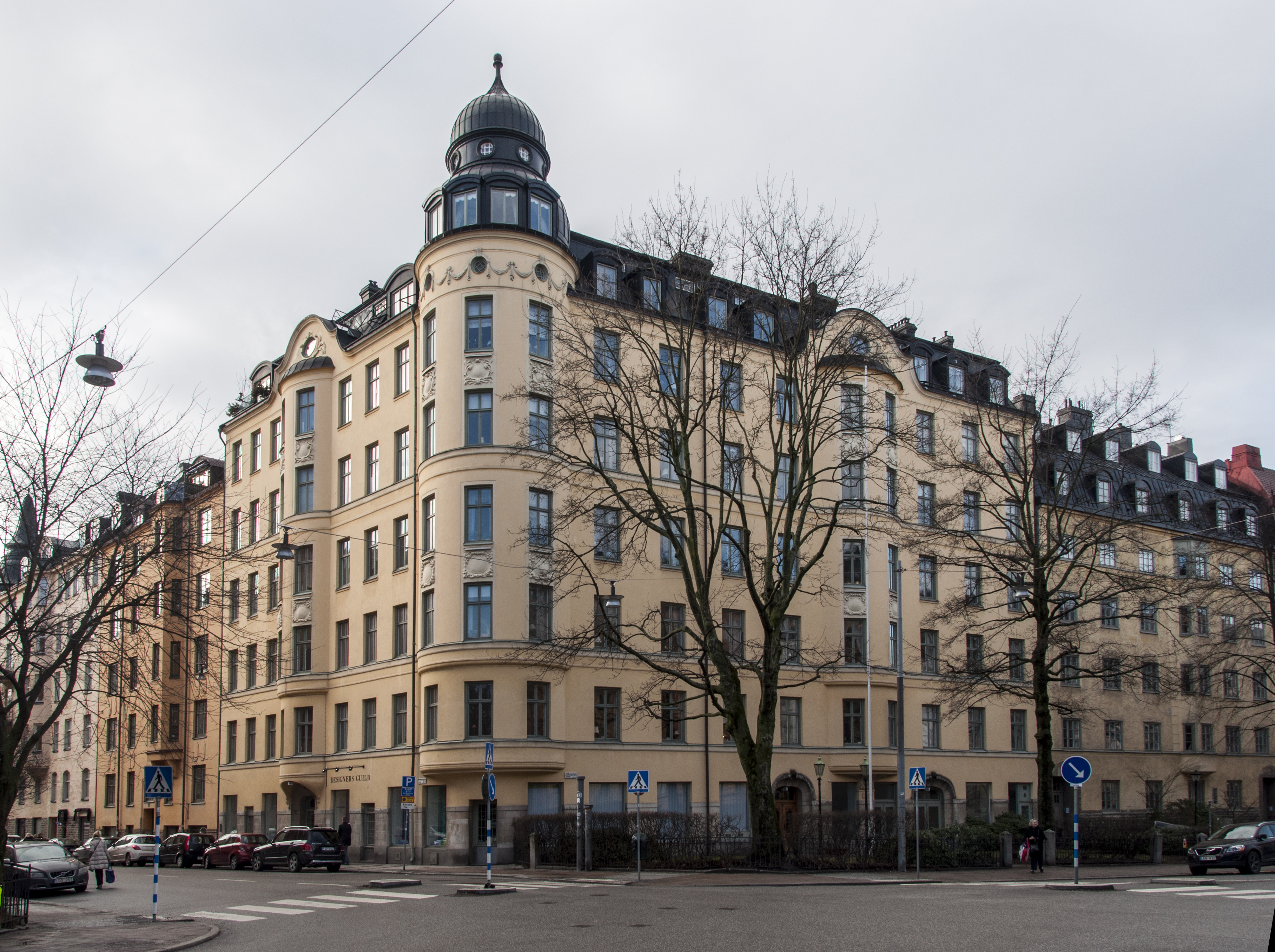
Kadetten 12 (1905-1907)